# José Domingo Ponti
José Domingo Ponti (Valencia, España, 1629 - Valencia, 1698) fue un escritor y religioso dominico español.
Se inició en la vida religiosa en 1645 y fue lector en la ciudad catalana de Vich, progresando hasta calificador de la Inquisición, examinador sinodal de Valencia y prior de los conventos de Nuestra Señora del Pilar y de Santo Domingo. Posteriormente llegó a presidente del Capítulo provincial y finalmente se le nombró secretario del obispo de Vich.
Durante su vida se dedicó a muy disperos ámbitos culturales, entre los que se incluían las matemáticas, la música y la hagiografía, sin dejar de lado sus intereses religiosos y eclesiásticos.

## Obras
- Discursos sobre las Epístolas y Evangelios de témpora, desde la dominica primera de Adviento hasta el día de Pentecostés.
- Del magisterio del arte grande a Ciencia Espagírica de Hermes, Marieno, Fabro, Millio y otros antiguos y modernos.
- Matemáticas noticias de geometría y aritmética para entender la geografía y declinación de los mapas, relojes solares y cartas de navegación.
- De la aplicación de las misas.
- Fragmentos históricos y noticias de los tiempos.
- Tratado de oración para principiantes y novicios.
- Historia verdadera de los santos mártires Abdón y Senén, reyes de Persia.
- Guitarra española de cinco órdenes.
- Noticias necesarias así a los que leen como a los que escriben historias, cómputos y cronologías.
- Las moscas de San Narciso de Gerona.
- Memorias diversas.